# Elephant Nature Park
L'Elephant Nature Park est un sanctuaire et centre de sauvetage pour les éléphants, situé dans le district de Mae Taeng (province de Chiang Mai), en Thaïlande. Fondée en 1996 par Sangduen "Lek" Chailert et son mari Adam Flinn, l'association a pour but de soigner et venir en aide à tous les éléphants en difficulté et « cassés » physiquement et psychologiquement après leur vie auprès des hommes. 

## Histoire

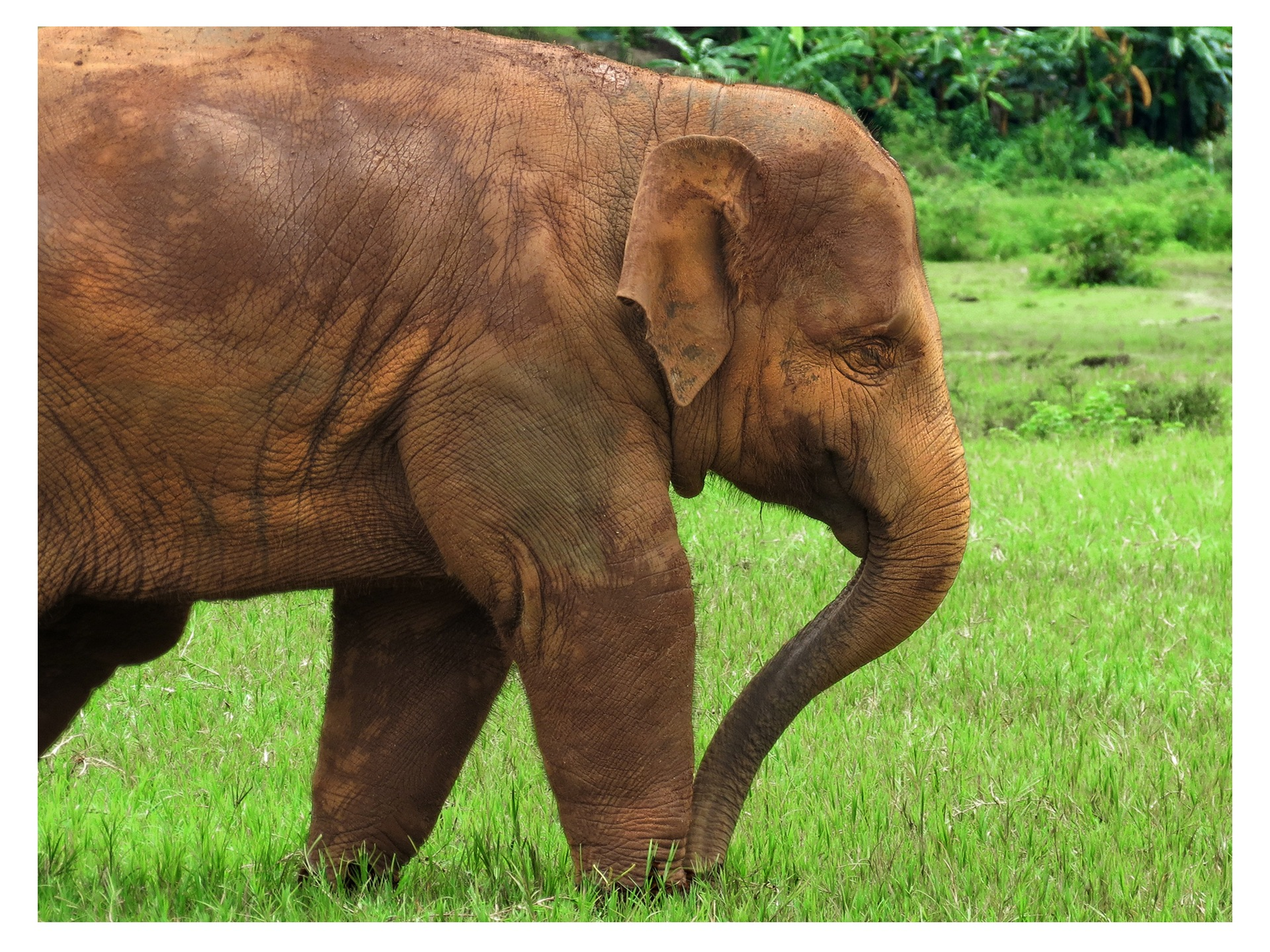
Un éléphant d'Asie aveugle (2018).

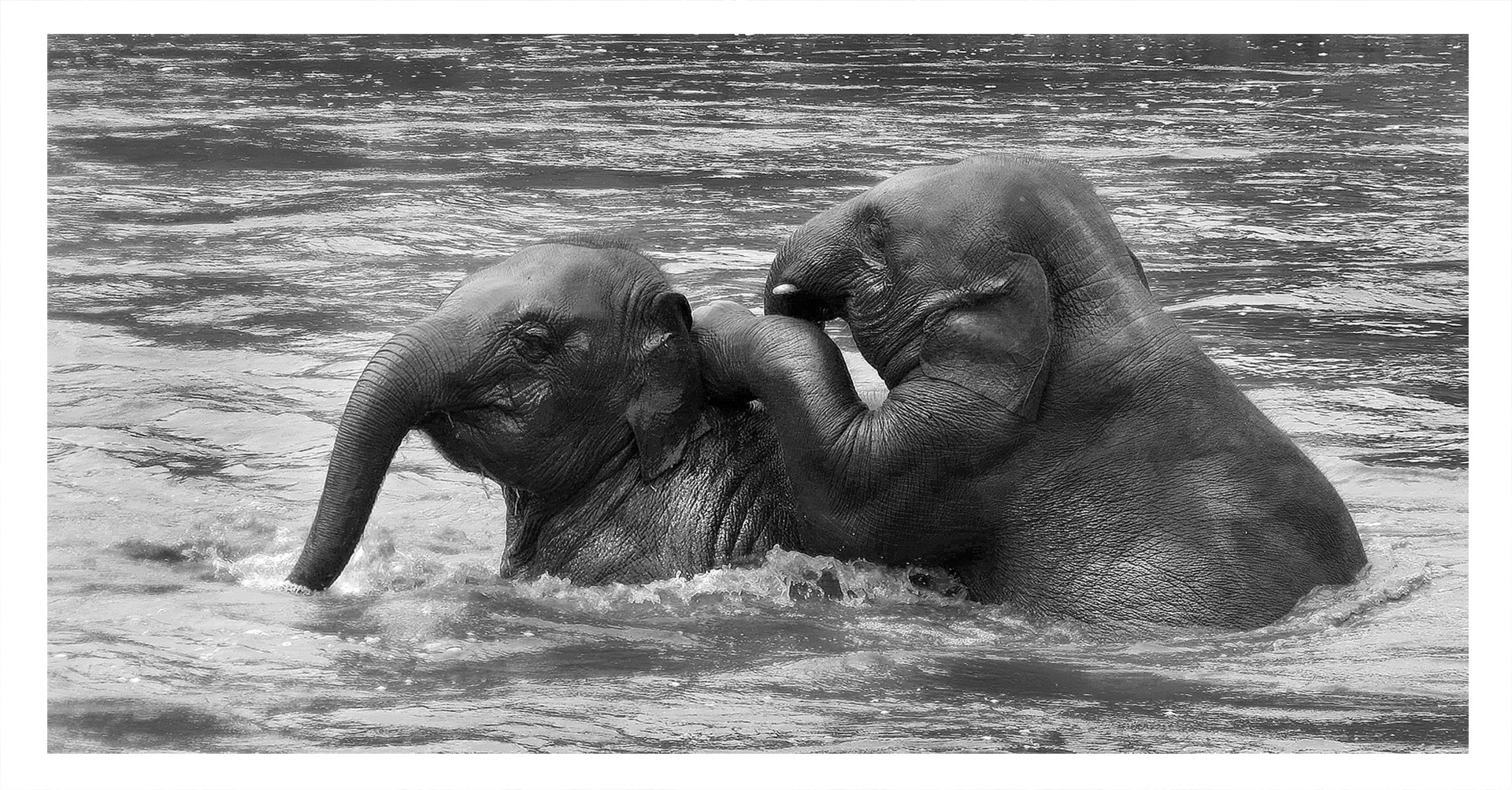
Deux éléphanteaux se baignant (2018).

Sangduen Chailert a commencé à travailler sur la conservation des éléphants en 1996. À la fin des années 1990, le gouvernement thaïlandais travaillait à promouvoir l'écotourisme dans la province de Chiang Mai. Le tourisme ayant rapporté 350 millions de dollars en 1997, ce dernier était la principale source de revenus de la province.
En 1998, une organisation appelée Green Tours, dirigée par Adam Flinn et Sangduen Chailert, avait fondé Elephant Nature Park, un site touristique et une réserve pour les éléphants sauvés situé dans une vallée à environ une heure au nord de Chiang Mai, la sixième plus grande ville de Thaïlande.
En 2002, Sangduen Chailert était connue à travers le monde pour sa campagne contre le dressage de l'éléphant par anéantissement (appelé phajaan en thaï). Un documentaire sur le traitement des éléphants en Thaïlande mettant en avant le travail de Sangduen Chailert a été publié et l'association défendant les droits des animaux People for the Ethical Treatment of Animals (PETA) a appelé au boycott de la Thaïlande jusqu'à ce que les conditions de vie des éléphants changent.
En 2010, le parc comptait 33 éléphants et les visiteurs pouvaient venir jusqu'à 28 jours contre la somme de 400 dollars par semaine.
En 2014, il y avait 37 éléphants au Elephant Nature Park.
En 2016, Sangduen Chailert avait sauvé au total 200 éléphants en détresse depuis qu'elle a commencé en 1996.

## Missions
Les diverses missions de l'Elephant Nature Park sont les suivantes :
1. Sanctuaire pour les espèces menacées
2. Restauration de la forêt tropicale
3. Préservation culturelle
4. Éducation des visiteurs
5. Agir indépendamment

Le parc fourni des abris aux animaux et contribue à leur bien-être ainsi qu'à leur développement. Le programme de plantation d'arbres dans les environs a pour but l'équilibre écologique des plantes et des animaux. En créant des emplois et en achetant des produits agricoles localement, le parc aide les villageois à maintenir leur culture distincte. De plus, les gestionnaires du parc sont recrutés localement pour superviser les progrès du parc. Enfin, le sort des espèces locales en voie de disparition sera présenté de manière divertissante et constructive dans le but d'éduquer les visiteurs, les individus, les groupes d'étude, les écoles ainsi que les parties intéressées.

## Reconnaissance
L'Elephant Nature Park a reçu de nombreux prix, dont le Smithsonian. Sangduen Chailert a été nommé héros asiatique de l'année par le magazine américain Time en 2005. En plus des éléphants, Sangduen Chailert a logé plus de 400 chiens, chats, oiseaux et buffles d'eau à l'Elephant Nature Park. Elle a également convaincu plusieurs camps indépendants d'améliorer la vie des éléphants et d'interdire aux touristes de les monter à travers son programme de sensibilisation appelé Saddle Off!.